# Roma không được xây trong một ngày
Roma không được xây trong một ngày là câu ngạn ngữ chứng minh sự cần thiết của thời gian để đạt được những thứ tuyệt vời chắc chắn không thể diễn ra một sớm một chiều. Nó là bản dịch tiếng Anh thông thường của cụm từ tiếng Pháp thời Trung Cổ Rome ne fu[t] pas faite toute en un jour, từ tuyển tập Li Proverbe au Vilain, xuất bản khoảng năm 1190. Dạng tiếng Pháp hiện đại là «Rome ne s'est pas faite en un jour».
Cụm từ này (như "Roma không được xây trong một ngày") xuất hiện bằng tiếng Anh trong cuốn A Dialogue Conteinyng the Nomber in Effect of all the Prouerbes in the Englishe Tongue của John Heywood (khoảng năm 1538), trong khi Nữ hoàng Elizabeth I từng đề cập đến ý tưởng này bằng tiếng Latinh trong một bài phát biểu tại Cambridge năm 1563. Phiên bản ở thể hoàn thiện hiện tại và oratio recta của câu nói tiếng Latinh—phiên bản mà người ta sẽ sử dụng cho một trích dẫn độc lập—sẽ là Roma uno die non est condita.